# San José Chiltepec
San José Chiltepec är en kommunhuvudort i Mexiko.   Den ligger i kommunen San José Chiltepec och delstaten Oaxaca, i den sydöstra delen av landet, 400 km sydost om huvudstaden Mexico City. San José Chiltepec ligger 49 meter över havet och antalet invånare är 3 294.
Terrängen runt San José Chiltepec är kuperad åt sydväst, men åt nordost är den platt. Runt San José Chiltepec är det ganska glesbefolkat, med 29 invånare per kvadratkilometer. Närmaste större samhälle är Tuxtepec, 16,3 km norr om San José Chiltepec. I omgivningarna runt San José Chiltepec växer i huvudsak städsegrön lövskog.